# Zygoballus optatus
Zygoballus optatus (лат.) — вид мелких пауков рода Zygoballus из семейства Salticidae. Центральная Америка. Панама. Указание для Панамы для таксона Zygoballus rufipes, позднее было опровергнуто, так как принадлежало к виду Zygoballus optatus.

## Описание
Длина самца 2,6 мм, карапакс 1,38 мм. Карапакс красновато-коричневый. Стернум выпуклый, немного длиннее своей ширины (соотношение 13:11), максимальной ширины достигает между тазиками второй пары ног. Длина ног самца (I—IV пары): 3,14 — 2,19 — 2,04 — 3,03 мм. Длина пальп 1,2 мм. Брюшко относительно мелкое, яйцевидное, слегка длиннее своей ширины (соотношение 11:7). Длина самки 3,71 мм, карапакс 1,66 мм. Длина ног самки (I—IV пары): 3,44 — 2,77 — 2,76 — 4,10 мм.
Вид Zygoballus optatus был впервые описан в 1946 году американским арахнологом Артуром Чикерингом (Arthur M. Chickering, (1887—1974); США) и от близких видов отличается строением пальп.